# 大島佳久
大島 佳久（おおしま よしひさ、1949年5月16日 - 2009年9月11日）は日本の実業家、新聞記者。元サンテレビジョン社長。

## 略歴
兵庫県西宮市に生まれる。1973年（昭和48年）3月法政大学社会学部を卒業し、神戸新聞社に入社する。社会部デスク、経済部デスク、大阪支社編集部長を経て、2006年（平成18年）6月にサンテレビジョン常務取締役、2008年（平成20年）6月に代表取締役社長に就任する。2009年（平成21年）6月、顧問に退く。
2009年（平成21年）9月11日、急性骨髄性白血病のため死去、60歳。

## 関連書籍
- 『神戸新聞の100日』神戸新聞社（プレジデント社、1995）

## 参考
- 企業家人物辞典-大島佳久　サンテレビジョン顧問、前社長
- 47NEWS-大島佳久氏死去　前サンテレビジョン社長